# 厂长负责制
厂长负责制或经理负责制:205，是中華人民共和國1980年代中期国有企业改革中引入国有企业的一种新的管理模式。企业的法定代表人是厂长（或称经理、总经理），负责代表法人行使职权，对本企业的生产指挥和经营管理工作统一领导，全面负责。
在这一制度下，厂里的内部权力完全集中在厂长手中，从而取代了厂党委书记在企业中的主导地位。由缺乏监督机制，该制度亦存在局限性。与其同一时期推行的还有企业承包制。1993年时，十四届三中全会明确指出国有企业改革方向是建立现代企业制度。有作者指出，1994年之后，党和国家的重要文献中不再重提厂长负责制:205。

## 历史背景
此项制度起源苏联計劃經濟时代。中华人民共和国建国至1990年代前期，经历了“肯定——否定——肯定”的过程。有作者将之定义为计划经济框架内的企业领导体制:205。
1987年8月25-29日，召开全面推行厂长负责制工作会议提出，全国所有的大中型工业企业1987年内要普遍实行厂长负责制，把厂长负责制作为企业的根本制度，加快改革的步伐。截至1987年6月底，全民所有制工业企业中实行厂长负责制的占同类企业总数的63.9%。这项改革从试点进入了全面实行的新阶段。

## 基本原则
厂长全面负责，党委保证监督，职工民主管理。 

## 具体内容
企业的管理者是厂长和企业管理委员会，厂长是企业法人的代表，对本企业生产指挥和经营管理统一领导、全面负责，企业管理委员会协助厂长作决策，它包括厂长、职能部门负责人、总工程师、总会计师、总经济师、党委书记、工会主席、共青团主席以及工人代表（在委员会中至少占1/3)，厂长有担任委员会主任的权力，该委员会的设立也有利于对民主管理的维护，但是当厂长与企业管理委员会的多数成员对经营管理中的重大问题意见不一致时，厂长仍有权做出决定。职工代表大会是职工民主管理的基本形式，有权检查管理层的行为。
在厂长负责制中，党委不再具有对厂长的领导权，而是代之以辅助、监督管理层的职能并搞好党务思想，发挥政治核心作用。厂长及企业管理委员会做出生产决策后，分配给各职能部门负责人并实施。
有作者指出，厂长负责制的缺点在于，企业内部缺乏对厂长的选择机制、补充机制和制衡机制。1990年代，国有企业普遍的问题有：一、企业负责人乱投资；二、国有资产流失严重；三、企业负责人违法乱纪行为已不可想象:205—206。